# ریشک‌ماهی دلقکی
ریشک‌ماهی دلقکی یا بارب دلقکی (نام علمی: Barbodes dunckeri), که به نام ریشک‌ماهی خال‌گنده نیز شناخته می‌شود، گونه‌ای ماهی از خانواده کپورماهیان بومی شبه جزیره مالایی است که در نهرهای شفاف و باتلاق‌های اسیدی زندگی می‌کند. این گونه را می‌توان در تجارت آکواریوم نیز یافت. این گونه در سال ۱۹۲۹ توسط ارنست اهل توصیف شد، و برای اولین بار توسط گئورگ دانکر در سال ۱۹۰۵ به عنوان یک گونه متمایز شناخته شد.